# Schellin
 Schellin  (Skalin) – meteoryt kamienny spadły 11 kwietnia 1715 roku na terenie ówczesnego Królestwa Pruskiego w  miejscowości Schellin.  Obecnie miejscowość ta nosi polską nazwę Skalin.
Upadek meteorytu nastąpił o godzinie 16.00 miejscowego czasu. W odległości około 1 mili niemieckiej (7,5 km) na południowy zachód od Stargardu. Spadek zaobserwowali pasterze pasący bydło na polu i oni też wydobyli z ziemi kamień wielkości głowy ludzkiej i przypominający kształtem czaszkę. Upadkowi meteorytu towarzyszył odgłos przypominający trzy wystrzały armatnie i hałas jakby ciężkiego wozu ciągniętego po bruku. Kamień wbił się w piach na głębokość około 40 cm. Kilka kilometrów dalej znaleziono jeszcze jeden okaz wielkości „gęsiego jaja”.  Ogólna masa znalezionej materii meteorytowej wynosiła około 10 kg.